# Лебяжий (Краснодарский край)
Лебяжий — хутор в Гулькевичском районе Краснодарского края России. Входит в состав Гулькевичского городского поселения.

## География

### Улицы
- пер. Западный,
- пер. Северный,
- ул. Мичурина[4].

## Население
| 2002 | 2010 | 2021 |
| ---- | ---- | ---- |
| 205  | ↘181 | ↗221 |